# Dărmănești (Argeș)
Dărmănești è un comune della Romania di 3 513 abitanti, ubicato nel distretto di Argeș, nella regione storica della Transilvania.
Il comune è formato da un insieme di 5 villaggi: Dărmănești, Negreni, Piscani, Valea Nandrii e Valea Rizii.